# Spálené Poříčí
Spálené Poříčí (in tedesco Brennporitschen) è una città della Repubblica Ceca facente parte del distretto di Plzeň-jih, nella regione di Plzeň.